# 傲慢與偏見 (2005年電影)
《傲慢与偏见》（英語：Pride & Prejudice）是2005年的英国爱情电影，由乔·怀特执导，根据简·奥斯汀1813年出版的同名小说改编。影片围绕英国乡绅家庭五姐妹展开，讲述她们对婚姻、道德问题的处理和误解。凯拉·奈特莉扮演女主角伊丽莎白·班内特，马修·麦克费登饰演达西先生。影片由和联合制作，于2005年9月16日在英国和爱尔兰上映，11月11日在美国发行。
剧作家黛博拉·莫盖茨起初希望自己创作的剧本尽可能忠实于原著，从伊丽莎白一角的视角出发并保留了书中的许多对白。乔·怀特还是第一次担任长片电影的导演，他鼓励编剧在文本上作出大范围更改。怀特和莫盖特将影片的时代背景提前，希望强调出法国大革命对英国的影响，避免将时代背景定型为“理想的摄政世界”，并把地理背景设定为乡土气息更浓郁的地区。影片完全是在英格兰取景拍摄，耗时15个星期。导演发现各种因素给演员的选择带来了困难，他必须在自己认为最适合演出的演员和制片人所希望的大明星之间取得平衡。当时奈特莉已因出演《加勒比海盗》系列电影名扬天下，而麦克费登当时几乎没有任何国际性的知名度。
电影的主题强调了现实主义、浪漫主义和家庭。其宣传主要面向年轻的主流电影观众，首先表明影片的制片人之前制作了2001年的浪漫喜剧《BJ单身日记》，然后再补充说明这是奥斯汀小说的改编作品。《傲慢与偏见》的全球票房约为1.21亿美元，在商业上获得了成功。烂蕃茄上收集的评论文章中对影片的好评率为85%，也属于较为正面的评价。影片在第78届奥斯卡金像奖角逐中获得了包括女主角奖在内的四项提名，但其文化上的影响与1995年的同名电视剧相比还有所不及。奥斯汀学者指出，本片以“面向年轻人的电影制作手法”将遗产电影的多种传统特征混合，创造出了新的混合型电影类别。

## 剧情
18世纪末，班内特夫妇和五个女儿——珍妮、伊丽莎白、玛丽、凯蒂和莉迪亚——一起生活在英国乡下，他们拥有农场，经济独立，属于乡紳阶层。由于农场将来肯定会由班内特先生的侄子科林斯先生继承，所以班内特太太很希望能在丈夫去世前把五个女儿都嫁出去。附近的尼日斐花园新搬进来一位名叫查尔斯·彬格莱（Charles Bingley）的有钱单身汉，他与自己傲慢的姐姐卡罗琳（Caroline）和朋友——据说“拥有半个德比郡”的达西先生——一起参加了当地的舞会并与众人相识。彬格莱对温柔而美丽的珍妮深感着迷，伊丽莎白起初试图与达西交谈，但后者冷淡地拒绝了，她还无意中听到他似乎在说自己的坏话，于是对他感到厌恶。珍妮前往尼日斐花园拜访时生病了，伊丽莎白于是前去陪伴，还与卡罗琳和达西发生了争执。
之后，科林斯先生拜访了班内特一家，他是一个很自负的牧师，嘴里说什么都与自己的恩人凯瑟琳·德·包尔夫人（Lady Catherine de Bourgh）有关，并且很快就决定对伊丽莎白展开追求。与此同时，一队民兵到达当地，帅气迷人的韦翰中尉（Lieutenant Wickham）立刻就引起了女孩们的兴趣，他告诉伊丽莎白称达西骗走了本应由自己继承的财产，得到了她的同情。在尼日斐花园的一场舞会上，达西突然出现并邀请伊丽莎白共舞，后者吃了一惊但还是答应了，她向自己最好的朋友夏洛特·卢卡斯（Charlotte Lucas）发誓，自己会永远讨厌这个男人。两人共舞时，伊丽莎白机智地挖苦达西，对方却彬彬有礼地加以回应。夏洛特在这场舞会上告诉伊丽莎白，自己担心珍妮在彬格莱面前的举动过于保守，后者可能没有意识到她爱上了他。次日，科林斯来到班内特家中向伊丽莎白求婚，但遭到了拒绝。彬格莱突然返回了伦敦，珍妮对此非常难过，伊丽莎白于是送她进城去与叔叔和婶婶加德纳夫妇同住，希望能帮助珍妮重新联系上彬格莱。之后，伊丽莎白得知夏洛特将会与科林斯成婚，一方面给自己财务上提供保障，另一方面也避免继续身为大齡單身女性，这让她深感震惊。
几个月后，伊丽莎白前往凯瑟琳夫人的庄园拜访新婚的科林斯夫妇，凯瑟琳夫人邀请他们留下来用膳，伊丽莎白因此又见到了达西和菲茨威廉上校。吃饭时，凯瑟琳夫人问起伊丽莎白一些比较尖刻的问题，后者机智而自信地加以回应，引起了达西的兴趣。次日，菲茨威廉上校无意中让伊丽莎白得知，是达西令珍妮和彬格莱分隔两地。心烦意乱的伊丽莎白跑出屋外，但达西追了上来并向她求婚。他表示虽然她的“阶层较低”，但自己仍然深爱着她。伊丽莎白拒绝了他的求婚，指责他对珍妮、彬格莱和韦翰的所做所为，两人发生激烈争执，达西表示自己一直以为珍妮并不爱彬格莱，最后生气而又伤心地离开。之后他找到伊丽莎白，交给她一封信，其中指称韦翰是个赌徒，达西本为他安排了工作，但他想要的只是钱。信中还称韦翰要求拿到更多的钱，遭到拒绝后还试图和达西15岁的妹妹乔治安娜私奔，为了是得到她继承的30000英镑，并且在得知自己永远都不可能得到这笔钱后又抛弃了她。

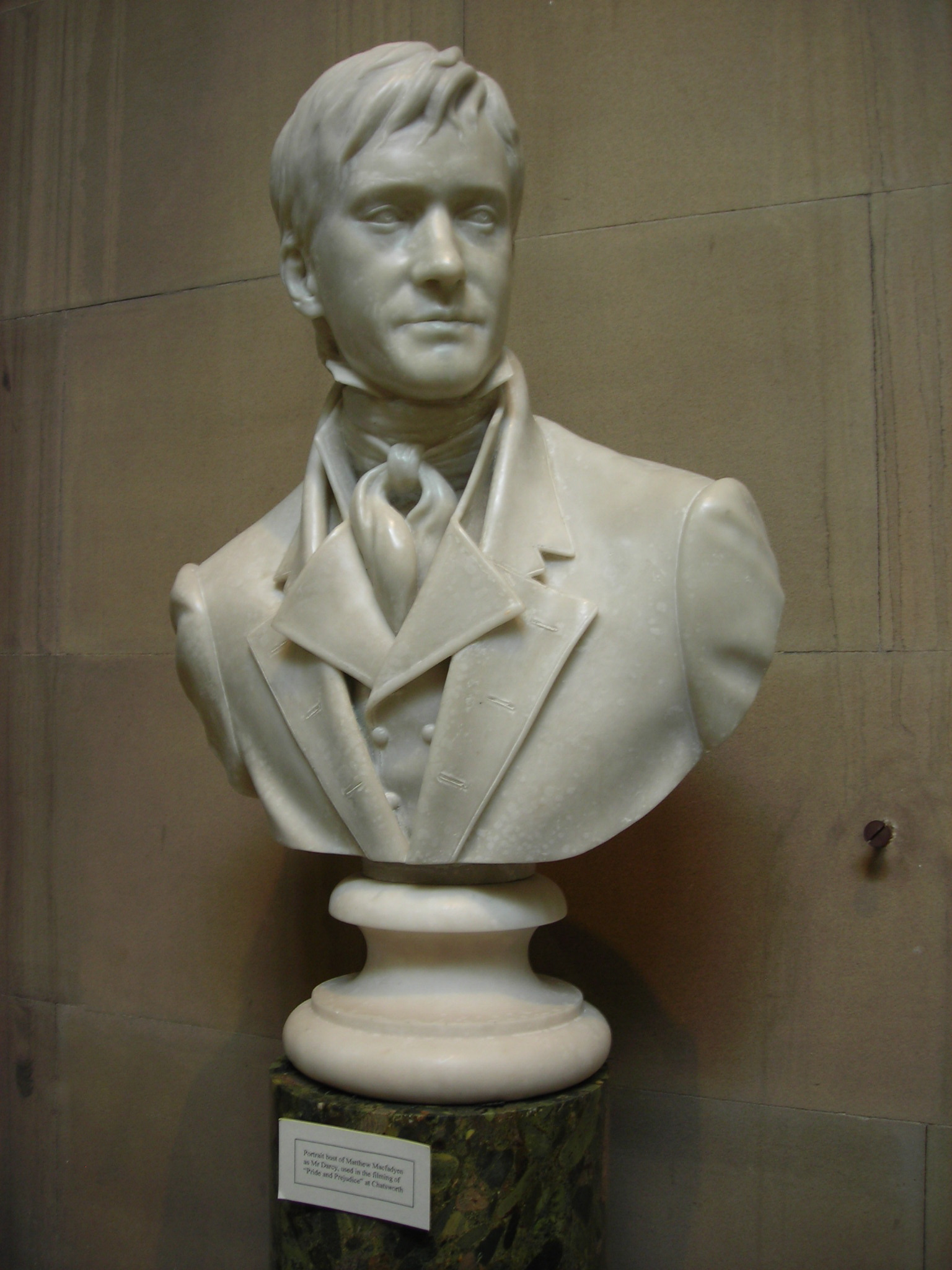
位于彭伯利庄园的达西先生半身像

加德纳夫妇带伊丽莎白前往峰区游玩，然后又拜访了达西所住的彭伯利庄园，据他们所知，达西这会儿正在外旅行。庄园的财富和美丽让伊丽莎白惊呆了，但更让她吃惊的还是达西管家对主人的描述，听起来完全就是个大好人。伊丽莎白在庄园里闲逛并意外撞到了提前回家的达西先生怀里，后者邀请她和加德纳夫妇一起去见自己的妹妹，他的举止已明显缓和，彬彬有礼，乔治安娜也一下子就喜欢上了伊丽莎白。伊丽莎白得知，自己天真而妖艳的幺妹莉迪亚竟然和韦翰私奔了，向达西和加德纳夫妇哭诉后，她伤心地回家了。班内特一家都担心女儿被玷污后全家也跟着身名狼籍，之后得知加德纳先生發现两人已在伦敦成婚时才松了一口气。之后莉迪亚还告诉伊丽莎白，是达西先生找到了他们，并且支付了婚礼所需的费用。
彬格莱和达西一起回到了尼日斐花园，珍妮接受了彬格莱的求婚。当晚，凯瑟琳夫人意外来访，坚持要求伊丽莎白承诺放弃达西，称后者已与自己的女儿安妮订婚。伊丽莎白拒绝了这一要求，但晚上也难以入眠，天刚亮就出门在旷野中散步。她遇到了因得知凯瑟琳夫人举动而同样无法入眠的达西，后者承认自己仍然爱着她，伊丽莎白也接受了他的求婚。伊丽莎白向父亲保证，自己也爱着达西，班内特先生于是同意了两人的婚事。

## 演员
- 凯拉·奈特莉饰伊丽莎白·班内特
- 马修·麦克费登饰达西先生
- 布兰达·布莱斯饰班内特太太
- 唐纳德·萨瑟兰饰班内特先生
- 湯姆·荷蘭德饰威廉·科林斯先生（Mr William Collins）
- 羅莎蒙·派克饰珍妮·班内特（Jane Bennet）
- 凯瑞·穆里根饰凯蒂·班内特（Kitty Bennet）
- 吉娜·马隆饰莉迪亚·班内特（Lydia Bennet）
- 妲露拉·莱莉（Talulah Riley）饰玛丽·班内特（Mary Bennet）
- 茱蒂·丹契饰凯瑟琳·德·包尔夫人
- 西蒙·伍兹饰彬格莱先生
- 塔姆金·莫钦特（Tamzin Merchant）饰乔治安娜·达西（Georgiana Darcy）
- 克劳蒂·布莱克利（Claudie Blakley）饰夏洛特·卢卡斯
- 凱莉·雷利（Kelly Reilly）饰卡罗琳·彬格莱（Caroline Bingley）
- 魯伯特·弗蘭德饰乔治·韦翰先生（Mr George Wickham）
- 罗莎蒙德·斯蒂芬（Rosamund Stephen）饰安妮·德·包尔（Anne de Bourgh）
- 科尼利厄斯·布斯（Cornelius Booth）饰菲茨威廉上校（Colonel Fitzwilliam）
- 佩内洛普·威尔顿（Penelope Wilton）饰加德纳夫人
- 彼得·怀特（Peter Wight）饰加德纳先生
- 梅格·温恩·欧文（Meg Wynn Owen）饰雷诺兹夫人（Mrs Reynolds）
- 西尼德·马修斯（Sinead Matthews）饰贝琪（Betsy）

## 制作

### 构想和改编
《傲慢与偏见》和不久前的其它几部简·奥斯丁著作改编作品一样，是英国和美国合作拍摄的电影，英国制片公司和其美国总公司环球影业合作，其中还有法国公司的参与。当时以主流制作影片闻名，如《布里吉特·琼斯的日记》和《真爱至上》都获得了国际性的成功，但在历史剧类型电影方面默默无闻。联席主席蒂姆·貝文表示，公司希望把奥斯汀的原创故事献给全世界的观众，剧情将集中在丽兹一角身上来再现其大银幕上的辉煌。影片获得的拍摄预算为“相对低廉”的2200万英镑（相当于2800万美元），期望在1996年的《羅密歐與茱麗葉之後現代激情篇》和1998年《恋爱中的莎士比亚》的基础上获得商业成功，特别是考虑到人们对奥斯汀作品的兴趣已经明显复苏。

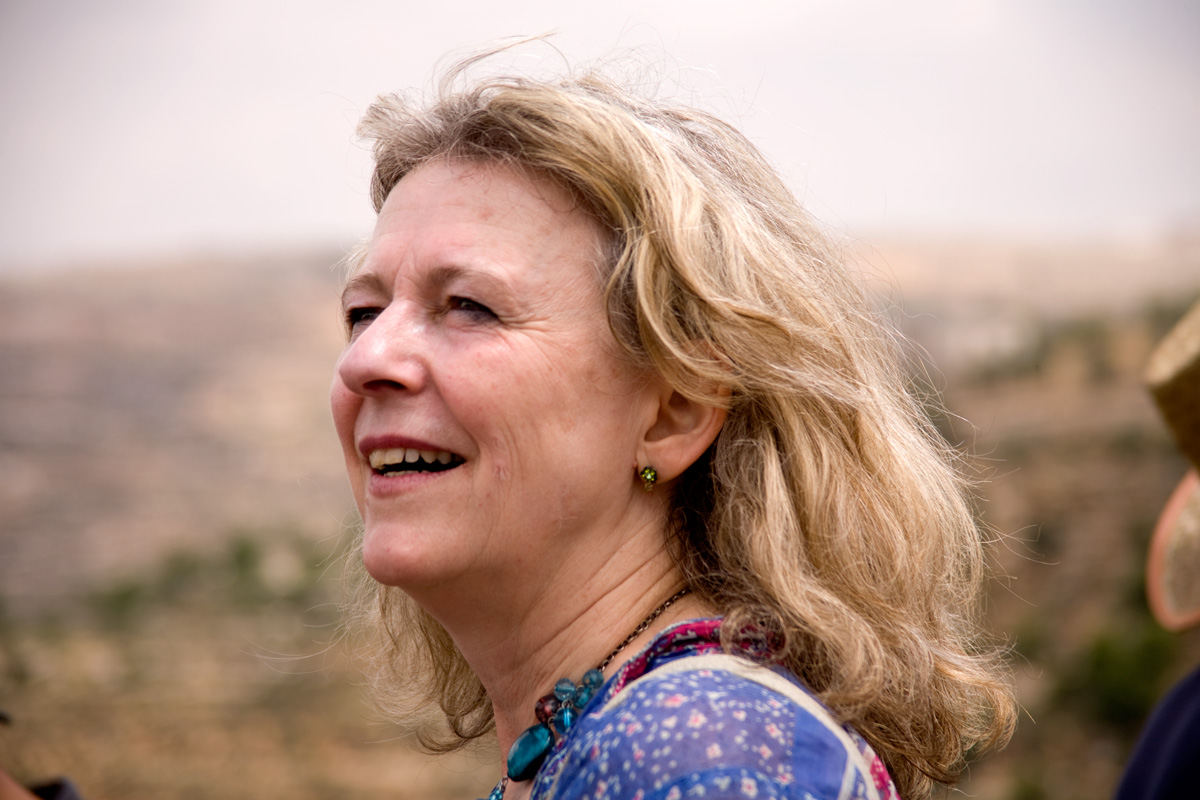
剧作家黛博拉·莫盖茨将本片的时代背景改到了18世纪末，这在一定程度上是为了避免1995年英国广播公司改编的同名电视短剧盖过电影的风头。

剧作家黛博拉·莫盖茨花了两年时间将《傲慢与偏见》改编成电影剧本，这一期间制片公司基本上没有对她的工作做出指示。她对早期的剧本拥有自行决定权，并且一共写了约十稿。莫盖茨给剧本安排了“完美的三幕结构”，并试图尽可能忠实于原著，认为小说中这个“两个自以为憎恨彼此的人实际上却狂热地爱上对方”的故事是“如此美妙”，自己没有必要再划蛇添足地想要将之改得更好。由于自认无法将小说中“激烈而精彩的对话”全部重新创作出来，因此她决定尽量对其加以保留。
莫盖茨的初稿剧本与奥斯汀的原著最为接近，之后的版本对一些情节和人物进行了调整。她起初像小说那样从伊丽莎白的角度撰写了所有的场景，之后又将少数情节从男性角色的视角加以阐述，例如彬格莱练习求婚的一幕，希望以此“表现出达西和彬格莱是很亲密的朋友”，并表明达西也是个“有血有肉的人，而不是个老顽固”。剧本中还增加了一些小细节，例如一此发生在法国的事情，来让一众角色的生活圈显得更大。虽然莫盖茨是电影主创人员名单上唯一的编剧，但剧作家李·哈尔（Lee Hall）也对早期剧本进行过增补。
电视导演乔·怀特于2004年初获聘执导本片，这是他的长片电影处女作。由于他之前的作品多为社会现实主义题材，因此突然获选来执导一部浪漫剧情片多少有些令人意外。制片人希望给影片带来全新的视角，怀特之前的作品给他们留下了深刻印象，虽然他之前连原著小说都没看过，但制片人还是寄了一份剧本给他。怀特当时表示：“我也不知道自己是不是真的那么有兴趣，我觉得自己应该比这（个剧本）要更主流，更前卫一点吧。但当我开始阅读这个剧本时，我很感动，这让我自己都感到意外。”然后他又找来小说加以阅读，他觉得该书在人物划画上非常出色，很有“英国现实主义开山之作”的气势。他还认为书中的故事非常真实，包含有许多有关如何去爱他人，如果克服偏见，以及是什么原因让人与人之间孤立起来的真知灼见。
怀特之前只看过1940年的电影版《傲慢与偏见》，这也是该小说上一次改编成电影的版本。导演有意避免去观看其它任何版本的影视或戏剧作品，一方面是担心自己无意中窃取其中的一些做法，另一方面他也希望自己执导的这部作品拥有尽可能多的原创性。不过他还是有观看其它的一些古装片，如李安的《理智与情感》，罗杰·米歇尔（Roger Michell）的《劝导》（Persuasion）和约翰·施莱辛格的《远离尘嚣》（Far from the Madding Crowd）。怀特表示，最后一部《远离尘嚣》对自己的改编作品影响最大，他认为该片“既真且诚，同时也非常浪漫”。为了创造出一种逢场作戏的气氛，导演还从一些青少年题材的爱情片中汲取灵感，如《十六支蜡烛》（Sixteen Candles）和《早餐俱樂部》。
怀特获聘时，莫盖茨已经写到了第三稿。虽然她希望剧本中的对白尽量原汁原味，但怀特表达了不同的意见，他觉得人们并不会真的像书中那样来说话，太不自然了。还有几个场景的内容与原著的台词紧密结合，许多对白都是将现代习惯用语和更古典，听起来冠冕堂皇的句式相混杂。对原著的改编还涉及到礼貌问题，怀特指出，奥斯汀作品中的角色说话前需要先等待，但他认为在像班内特这样有许多女儿的大家庭中，每个人都希望在口头上胜过对方，往往在对方还没说完时就迫不及待地想要表达自己的意见。所以，他觉得改编也应该顾及这方面问题。《理智与情感》的女主角兼编剧艾玛·汤普森对剧本创作提供了协助，不过她选择不为此居功。她向导演提出了建议，还提议了一些对话性的内容，例如片中科林斯和夏洛特的部分故事情节。
简·奥斯汀于1796年10月至1797年8月创作了小说的初稿，起初使用的标题是《第一印象》（First Impressions），之后更名为《傲慢与偏见》，书则在1813年出版。怀特和莫盖茨将电影的时代背景从1813年改为奥斯汀创作该小说的18世纪末，这在一定程度上是因为怀特希望强调法国大革命对英国产生的影响，他对此很感兴趣，因为这场革命“在英国贵族之间形成了一种恐惧的气氛”。另外，怀特更改时代背景的另一个原因是他很讨厌那种在19世纪初流行的帝国式服装轮廓。这一决定让影片与其他近期的奥斯汀小说改编影视剧本相比有着明显的视觉差异。1995年英国广播公司改编的电视短剧版本《傲慢与偏见》由柯林·菲尔斯和詹妮弗·艾莉主演，播出后获得了成功。本片的制片人保罗·韦伯斯特希望能够避免像这部电视剧那样将时代背景定型为“理想的摄政世界”。怀特和莫盖茨决定，将电影的地理背景设定为与之前的的改编版本相较更乡土的地区，希望描述出班内特一家的田园生活，并对他们经济上相对贫困作出强调。一些评论家对片中的贫困程度提出了批评，但怀特认为这有利于表现出班内特一家的处境，在班内特、达西和彬格莱三个家庭间形成对比。

### 演员选择
怀特对与自己合作的人很讲究，这给他为本片挑选演员的工作带来了困难。他坚持选择那些与小说中角色年龄相符的演员来出演，并特别要求演员无论是在镜头前还是平常都有默契，还坚持让他们参加为期三个星期的即兴演出排练。怀特还需要在自己认为最适合演出的演员和制片人所希望的大明星之间取得平衡。他起初并未设想要找一个像英国女演员凯拉·奈特莉这么漂亮的女明星来扮演女主角伊丽莎白·班内特，但之后他意识到，奈特莉“根本就是个假小子”，“有着活泼的心态和强烈的幽默感”，于是选中了她。当时奈特莉以出演《我爱贝克汉姆》和《加勒比海盗》系列电影闻名，她从7岁那年起就成了奥斯汀的粉丝，但一开始因担心自己的演出会是对她十分推崇的“詹妮弗·艾莉表演彻头彻尾的复制”而不敢接受这个角色。奈特莉认为，伊丽莎白正是“你所希望成为的那种人：她风趣、机智而且聪明。她是个非常丰满，非常讨喜的角色”。为了演好这个角色，她学习了礼仪、历史和舞蹈，但出演2005年的另一部电影《多米诺》（Domino）需要她剪成短发，这给她参加本片的拍摄工作带来了麻烦。
韦伯斯特发现，由于达西一角的标志性地位，以及柯林·菲尔斯在1995年英国广播公司改编版本中奠定的高度，达西一角的演员选择非常困难。怀特之后表示，奈特莉的知名度让他得以选择当时相对来说默默无名的马修·麦克费登，如果扮演伊丽莎白·班内特的女演员也没有什么名气，麦克费登根本就不可能入选。麦克费登当时因出演英国间谍剧《军情五处》而有了一点知名度，但在国际上没有什么影响力。怀特很喜欢麦克费登的电视作品，他倾向于选择一个像麦克费登这样有“适当男子气概”的男演员，而不是那些“奶油小生型”。怀特觉得马修这种壮硕的身型正是富有的达西所需要的。麦克费登在电影开拍前都没有看过原著小说，他希望完全依靠剧本来进行演出。
怀特表示，选择罗莎蒙德·派克来出演伊丽莎白的姐姐珍妮是因为他知道派克能够表现出这个角色的复杂性，而不仅仅是个“单纯的老好人”，“珍妮有真正的内心世界，她一度伤透了心”。派克的前男友西蒙·伍兹（Simon Woods）获选出演珍妮的恋人彬格莱先生。另外三位班内特家族姐妹分别由妲露拉·莱莉、凯瑞·穆里根和吉娜·马隆诠释，她们也是剧组中仅有的三位美国女演员。怀特称赞马隆拥有“非常完美的英国口音”，穆里根是在吃晚饭时接到通知试镜的电话，当时的晚宴是由朱利安·费罗斯（Julian Fellowes）主持，她之前报读戏剧学校但未获录取时给费罗斯写过信。经过三轮试镜后，穆里根得到了她的角色。之前没有任何表演经验的塔姆金·莫钦特给选角导演写了一封信，她得以入选饰演达西先生的妹妹乔治安娜。除莫钦特外，本片也是穆里根和莱莉的电影处女作。
唐纳德·萨瑟兰告诉怀特，自己的父亲也曾出演过班内特先生，导演觉得这位老演员拥有“对付那六个女人的能力”。布兰达·布莱斯获聘扮演班内特夫人，莫盖茨认为这个角色相当于片中一个默默无闻的女英雄。怀特认为这个角色很有难度，“她可能会很烦人，让人想要制止她的喋喋不休和怪叫。但布兰达拥有这样的心思和幽默感来呈现出班内特夫人对她女儿们的爱意和关怀”。怀特还说服了老牌女演员朱迪·丹奇加入剧组饰演凯瑟琳·德·包尔夫人，他在给丹奇的信中写道：“我非常喜欢你演泼妇，请加入我们，为我来演一次泼妇吧。”丹奇只能为本片的拍摄腾出一星期的时间，怀特因此安排电影一开拍就马上拍摄她的镜头。

### 服装设计

賈桂琳·杜倫根据各角色的个性设计了班内特家族六位女性的服装，从左至右分别为玛丽、伊丽莎白、珍妮、班内特夫人、凯蒂和莉迪亚

因2004年电影《维拉·德雷克》赢得英国电影和电视艺术学院肯定的賈桂琳·杜倫获聘担任本片的服装设计师。她和怀特希望影片与电视改编版有明显不同，并且都对高腰线的服饰有些反感，所以杜伦专注于根据18世纪末的时尚来进行设计，这一时期的装束经常包含有经束腹固定的自然腰线，片中也出现了1790年代后开始流行的帝国式服装轮廓。杜伦的设计让片中的人物之间出现了代沟：年纪较长的角色身穿18世纪中期流行的款式，年轻人则以英国摄政时期流行的发型和衣着风格作打扮。班内特夫人就是片中长辈的代表，她的裙装看起来就进行过修补。
杜伦的服装还有助于强调不同角色的社会等级。例如卡罗琳·彬格莱首次登场时就身穿帝国式礼服，这在当时属于时尚尖端服饰。杜伦在接受采访时表示，尼日斐花园舞会上所有女性身着的礼服都出于对现代观众认可度的考虑设计为白色，导演怀特对此表示赞赏，称这正是自己选择聘请杜伦的原因。片中所有的服装都是手工制作，这一点也与其描述的时代相符。不过为迎合现代观众的喜好，影片在历史准确性上有所让步，对人物的服装和发型进行了调整。
为了帮助区别班内特五姐妹，杜伦将伊丽莎白视为“假小子”，她的衣服颜色朴实，因为她热爱乡间生活。而对另外四姐妹杜伦表示：“珍妮的衣服最为精致，不过还是有一点自制服装不够严谨的感觉，因为班内特一家不是很有钱。”她还称，导演希望让几个人物有一种乡下人的感觉。“玛丽有些过份正经，认真而务实。莉迪亚和凯蒂都还是十几岁的少女，多少有些半斤八两，我也试着让两人比较类似，要是其中一个穿着绿色的裙子，另一个就会穿上绿色外套，这样两人在视觉上总还是会有不对称的地方。”2005年版的《傲慢与偏见》中班内特姐妹的衣服虽然破旧，但穿在身上仍然很舒适，这点与1940年的版本相反，也让演员们行动起来更方便。
达西先生的服装经过了多个阶段性的变化。杜伦指出：
“这个人物的初次登场是在梅里顿，这个时候他表现得非常克制，非常僵化，身上穿的外套也就是非常生硬的西装。全片的第一部分里他的形象一直很僵硬。到了他在雨中（向伊丽莎白）求婚时，我们剪裁的衣服与之前类似，但面料要柔软得多。之后他的服装已经完全不同，清晨他在迷雾中漫步时按18世纪的标准可以说是什么也没穿，这几乎是不可能的事，但是丽兹身上穿的又是睡衣，所以，谁知道呢？”

### 拍摄

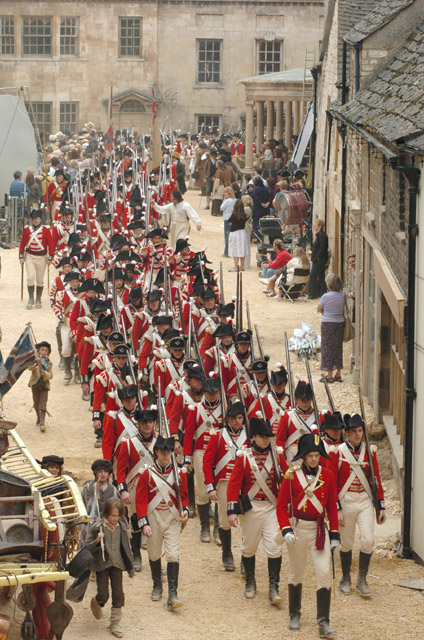
片中虚构村庄麦里屯是在林肯郡民政教区斯坦福取景。

莫盖茨相信，虽然原著小说在视觉方面很不直观，但很适合拍成电影。而在怀特看来，许多时代剧都是依靠绘画而非照片来取得拍摄灵感，这导致影片看上去有欠真实。因此他采用“奥斯汀的散文”来给予“故事中的人物许多视觉上的参考”，片中多个角色的特写镜头就是这样来拍摄的。电影的主创人员还将原著中的多个地点作出变更，选用更加浪温的环境。例如书中达西先生是在牧师公寓中首度向伊丽莎白求婚，电影中则改成暴风雨中的户外，旁边还有一幢新古典主义建筑。他在片中的第二次求婚发生在天亮时的飘渺荒野，而书中则是他和伊丽莎白大白天走在乡间小路上。怀特称：“古装片有许多陈词滥调，一些在本片中也有，还有一些没有，但在我看来，有必要对之提出质疑。”

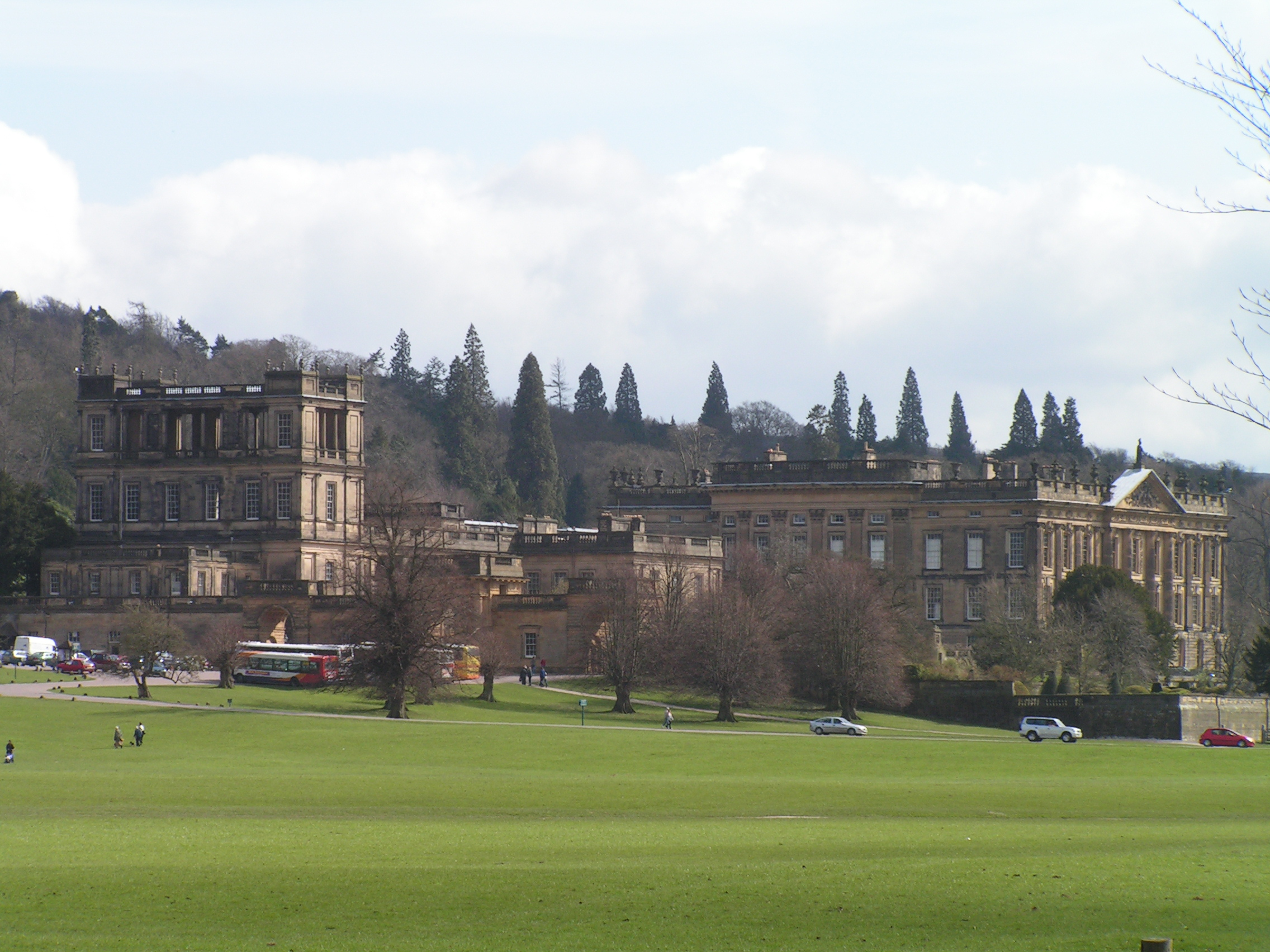
片中的彭伯利庄园部分是在查茨沃斯庄园取景拍摄的，有观点认为这里也是奥斯汀设想达西宅邸的灵感来源。

剧组在剧本开发期间花了四到五个月时间寻觅拍摄地点，经常在剧本和地点间来回反覆。影片完全是在英格兰取景，拍摄周期为15周，均在2004年夏完成。助理制片人保罗·韦伯斯特指出，对于一部这种规模的电影来说，完全在各个地点进行拍摄这是很不寻常的。乔·怀特部分是希望演员在真实的环境下能够放松，与之融为一体。美術指導莎拉·格林伍德（Sarah Greenwood）和内部装饰师凯蒂·斯宾塞（Katie Spencer）指导剧组在六个郡的七处庄园进行拍摄。因为“英国没有什么地方是不允许21世纪（的人们）靠近和触摸的”，许多地区还需要先经过大量的准备工作才适合拍摄。视觉特效公司“双重否定”（Double Negative）通过数字方式将多个地点的景色加以修复，令其与影片所处时代相符，他们去掉了画面中的杂草，加强镀金窗框的色彩，还去掉了像砾石车道和电力塔这类会导致电影存在时代性错误的内容。双重否定公司还开发了电影片头字幕所使用的字体。
制作团队选择了看上去特别宏伟的住宅来更好地体现部分角色的财富和权力。这些地点包括德比郡的查茨沃斯庄园（Chatsworth House），这里是整个英格兰最大的私有乡间别墅。查茨沃斯庄园和位于索尔兹伯里的威尔顿别墅（Wilton House）均是片中彭伯利庄园的取景地。剧组在搜寻英格半的多个地点后选择了位于肯特郡的格鲁姆布里奇庄园（Groombridge Place）拍摄班内特一家人居住的浪博恩。外景经理亚当·理查兹（Adam Richards）相信格鲁姆布里奇拥有“巨大的魅力”，“没有受到17世纪后期发展的（不利）影响”。怀特给格鲁姆布里奇庄园内部选择了现实主义特色的装饰，其风格破旧但又别致。伯克郡建于18世纪末的巴塞尔顿公园（Basildon Park）成为片中尼日斐花园的取景地，这里为电影拍摄而向公众关闭了7个星期。剑桥郡的伯利别墅（Burghley House）成为凯瑟琳夫人宅邸的拍摄地，邻近小镇斯坦福则作为片中虚构的麦里屯。其他外景地点还包括哈顿厅（Haddon Hall），斯托海德风景园的阿波罗神庙和帕拉第奥桥，汉斯福德（Hunsford）和峰区。片中的第一个舞蹈镜头是在林肯郡的一个马铃薯仓库拍摄的，剧组还聘请了当地乡民担任临时演员，这也是剧组搭建的唯一一个之前不存在的外景。

### 音乐
意大利作曲家达里奥·马里安奈利为本片创作了音乐，这也是他和怀特的首度合作。保罗·韦伯斯特曾与马里安奈利在2001年的电影《勇士》（The Warrior）中合作过，并向导演推荐了他。马里安奈利与怀特首次交谈时讨论了路德维希·范·贝多芬早期的钢琴奏鸣曲，这些奏鸣曲之后不但成为参照，而且还是原创配乐的“起点”。除了贝多芬作品的影响外，片中（意为《麦里顿市政厅》）和（意为《民兵进行曲》，有笛子演奏）这些曲目则是受到了电影时代背景的启发，希望能借此提升影片的时代感。和（意为《另一支舞》）包含有与18世纪末相符的舞蹈内容。音乐评论家威廉·鲁尔曼（William Ruhlmann）称赞马里安奈利创作的配乐“给熟悉的浪漫情节增加了强烈浪漫气息的陪伴”。
电影中有多个演员演奏钢琴的镜头，马里安奈利为此不得不在开拍前就写好多首曲目。他表示，为了让故事中的情感更亲密，他牺牲了一些历史准确性，这些开拍前创作的曲目中就播下了自己之后会在配乐中加以发展的种子。由于次女降生，演员们实际开始演奏马里安奈利创作的曲目时他未能亲临现场。配乐中的钢琴曲段由法国钢琴演奏家让-伊夫·蒂博戴诠释，怀特认为他是当今世界上最伟大的钢琴演奏家之一。管弦乐部分由英国室内乐团演奏，全片共有17段器乐曲目，原声带上这些曲目的排列顺序和片中不尽相同。
| 曲目表 | 曲目表                             |
| 曲序   | 曲目                               |
| ------ | ---------------------------------- |
| 1.     | Dawn                               |
| 2.     | Stars and Butterflies              |
| 3.     | The Living Sculptures of Pemberley |
| 4.     | Meryton Townhall                   |
| 5.     | The Militia Marches In             |
| 6.     | Georgiana                          |
| 7.     | Arrival At Netherfield             |
| 8.     | A Postcard to Henry Purcell        |
| 9.     | Liz on Top of the World            |
| 10.    | Leaving Netherfield                |
| 11.    | Another Dance                      |
| 12.    | The Secret Life of Daydreams       |
| 13.    | Darcy's Letter                     |
| 14.    | Can't Slow Down                    |
| 15.    | Your Hands Are Cold                |
| 16.    | Mrs. Darcy                         |
| 17.    | Credits                            |

### 剪辑
英国广播公司的电视短剧版本长达五个小时，而怀特则把自己的电影压缩到两小时零9分钟。在他看来，本片“显然是有关伊丽莎白和达西的故事，任何会转移注意力，会让你分心的内容都应该剪掉”。与原著相比，片中几个最明显的改动包括对多个主要桥段时长的缩减，如韦翰和民兵的离去，伊丽莎白对凯瑟琳夫人宅邸和科林斯住所以及彭伯利庄园的拜访，莉迪亚的私奔和随后的危机等；片中还取消了几个配角的戏份，如菲利普斯夫妇和赫斯特夫妇，玛丽亚·卢卡斯夫人，杨其夫人，莉迪亚的多位朋友（包括上校和福斯特夫人），以及多位军官和乡民等；此外还有一些表现人物对所发生事件反應的内容也做了大幅度削减，例如书中伊丽莎白在看到达西的来信后有整整一个章节来描写她的心理活动，但电影中这些内容只有短短的几个镜头。
莫盖茨和怀特就电影的结局进行过辩论，不过他们都同意不以婚礼来结束，“因为我们不希望伊丽莎白经过这场奢华的婚礼后从女孩转变成女王，而且（以婚礼作结局）早已是老生常谈了”。电影在北美上映前不久，影片的结局进行了调整，增加了一个小说中没有的情节，婚后达西夫妇在彭伯利庄园尽情享受夜色的浪漫并且有一个激情之吻，希望能够吸引到更多的观众，但这一做法引起了北美地区简·奥斯汀协会（Jane Austen Society of North America，简称）的批评。前主席艾尔莎·索伦德（Elsa Solender）在看过影片的预映后表示：“这里面没有任何简·奥斯汀的东西，全片的前面三分之二都（与原著）不符，以其平庸侮辱观众，（这样的电影）上映前就应该要剪掉。”这个增加的镜头没有在英国上映的版本中出现，因为之前试映时有观众觉得这段有些好笑，不过之后又有观众对自己没有看到这部分内容表示不满，影片因此于首映10星期后再次在英国和爱尔兰发行。英国上映的原版以班内特先生祝福伊丽莎白和达西的结合而结束，而小说中则继续对达西夫妇及其他主要人物之后数年的生活加以概述，并且有整整一个章节都是这样的内容。

## 主题和分析

### 浪漫主义和现实主义
电影、文学和奥斯汀学者都指出了《傲慢与偏见》中存在的浪漫和浪漫主义色彩，特别是在和之前的改编作品对比的情况下。莎拉·艾尔伍德（Sarah Ailwood）认为，影片“基本上是对奥斯汀小说作出浪漫性的演绎”，她认为怀特对自然表演的追求就是一种“把伊丽莎白和达西定位为浪漫人物”的手段，“怀特将奥斯汀对探索浪漫本质的关注，以及男女在压制性的宗法社会和经济秩序下实现自我的可能性作为自己这部《傲慢与偏见》的核心”。牛津布魯克斯大學的凯瑟琳·斯图尔特-比尔（Catherine Stewart-Beer）也有类似看法，她称伊丽莎白出现在德比郡悬崖上的一幕是对怀特强烈的后现代浪漫主义风格的一次令人惊艳而不可思议的召唤，但是，她觉得这并不像是奥斯汀的风格，反倒是让人想起了艾米莉·勃朗特的《呼啸山庄》。普罗旺斯大学学者莉迪亚·马丁（Lydia Martin）在自己的分析中总结认为，电影中的人物关系，音乐和场景的转变都表现出其对浪漫存在的偏见。
现实主义是本片另一个突显的主题，怀特在多次接受采访时以及影片的评论音轨中都确认了这一主题的存在。2007年，伍尔西斯学院（Ursinus College）电影学教授卡罗尔·多尔（Carole Dole）在一篇文章中指出，《傲慢与偏见》中混合了年轻观众所熟悉的一种对现实主义的揶揄和经典遗产电影中那种对乡村别墅的崇敬，美丽风暴的向往和正宗年代细节的追求，其中对现实主义的揶揄也表现出了导演的现实主义审美观，片中将浪博恩描绘成一个到处都是鸡、牛和猪的工作农场这一作法就正是这种揶揄的反映。多尔还表示，18世纪90年代英格兰农业的实际情况，封闭的庭院，谷仓，还有丽兹赤脚坐在泥泞的秋千上这些细节都是现实主义的明证。多尔将影片与近期的奥斯汀小说改编作品相比较，如1999年的《曼斯菲尔德庄园》（Mansfield Park），他认为《傲慢与偏见》证明遗产电影仍然存在，只不过“已经转变为一种更加灵活的（新）片种”。杰西卡·杜尔根（Jessica Durgan）也同意这一看法，她认为本片既否定了又接受了遗产电影，以此来吸引更多的观众。

### 家庭
莫盖茨从小和三个姐妹一起长大，所以对故事中的家庭互动特别感兴趣。布鲁克大学（Brock University）教授芭芭拉·K·西伯尔（Barbara K. Seeber）认为，2005年改编电影中对家庭的强调超过了爱情，这与小说完全相反。例如，片中对班内特一家作了大幅改写，特别是把班内特先生描述为一位敏感而慈祥的父亲，而小说中他导致家庭不幸的一面则不断地受到了淡化处理。西伯尔还进一步指出，本片是“第一部以同情的眼光来呈现班内特夫人”的作品，班内特先生也展现成了“一位细心的丈夫和慈祥的父亲”。
斯图尔特-比尔和奥斯汀学者莎莉·B·帕尔默（Sally B. Palmer）指出了片中对班内特一家描写的改动。斯图尔特-比尔认为，这个家庭虽然有些“混乱，但就这个版本来说，本质上是幸福的一家——与奥斯汀的原著相比，更快乐，关系失调的情况要少得多......例如，班内特夫妇看起来的确中意彼此，甚至可以说爱着对方，这与原著可谓相距甚远”。制片人保罗·韦伯斯特也在花絮《班内特家庭肖像》（A Bennet Family Portrait）中认可了家庭主题的存在：“没错，这是个伊丽莎白·班内特和菲茨威廉·达西之间的伟大爱情故事，但也正是这个家中的爱支撑着这一切。”

### 对伊丽莎白·班内特的描绘
怀特希望让电影从伊丽莎白的角度“尽可能主观”地加以阐述，观众和她在同一时间首次见到达西。这种专注于伊丽莎白的做法令影片和原著小说相比存在一些戏剧性的变化，奈特莉扮演的伊丽莎白与她家庭的关系“日益冷漠和疏远”，片中伊丽莎白和珍妮随着剧情的发展逐渐疏离就是明证，这点上与原著是不符的，书中伊丽莎白会在经历了困难的挣扎后向珍妮倾诉自己的情感。怀特希望让两姐妹之间的关系“真实”，并且让她们逐渐分开，因为他觉得书中对两人的描写过分“甜腻”。莫盖茨则有意让伊丽莎白“把秘密都藏在心里。对于她来说，这是很大的负担......因为她把这些都闷在心里，所以我们对她的感受也越来越强。我相信，最真实的喜剧都是诞生在痛苦之中”。
在斯图尔特-比尔看来，奈特莉扮演的伊丽莎白和达西之间“争强好胜”的激切互动以及在凯瑟琳夫人面前桀骜不驯，拒绝合作的表现，都“与奥斯汀原著中的伊丽莎白相距甚远，后者更成熟，更脚踏实地，虽然这两个伊丽莎白都偶尔会表现出慌乱，幽默，都会吃吃傻笑”。乔治华盛顿大学教授劳瑞·卡普兰（Laurie Kaplan）认为，虽然怀特对伊丽莎白的关注与原著相符，但剧本中却去掉了她自我认同的一句台词：“直到此刻，我才真正认识自己。”（Till this moment, I never knew myself）卡普兰认为，这句台词对伊丽莎白来说“至关重要”，他觉得没有了这句台词，影片“不但违背了奥斯汀故事中的精神和本质，而且也违背观众的期望”。

## 发行

### 市场营销
1990年代末到2000年代初有一连串简·奥斯汀小说改编作品或准改编作品问世，其中包括1999年的《曼斯菲尔德庄园》，2001年的《单身日记》，2003年的《傲慢与偏见：后天喜剧》（Pride & Prejudice: A Latter-Day Comedy）和2004年的《新娘與偏見》。《傲慢与偏见》旨在带领观众“回到时代剧的世界，展现出许多人眼中更真实版本的奥斯汀”。虽然小说早已是众所周知，但由于已经有大量相关的改编作品，因此本片必须要与其它作品有显著的区别。电影在宣传中旨在吸引主流和年轻的观众，一位观察家称本片是“小鸡甩尾式的终极浪漫”，“比之前大银幕上的奥斯汀改编作品更商业化”。另一位观察家则把影片和1995年英国广播公司的电视剧版本，凯拉·奈特莉和詹妮弗·艾莉的表演作对比。“如果艾莉诠释的丽兹是每个40或50来岁观众最喜欢的独立，甚至成熟的奥斯汀女主角，那么奈特莉就是每个二十出头观众的性感好女孩。”电影的英文原名中用代替了，这一做法和1996年的后现代主义电影《罗密欧与朱丽叶之后现代激情篇》类似，该片以号代替，片名成了。
影片上映时，奈特莉早已是拥有国际知名度的影星，因此电影的所有宣传资料中都强调了她的出演，这与柯林·菲尔斯出演1995年改编作品后的宣传手法类似。多位评论家将电影的正式海报和1995年的《理智与情感》相比较，认为两者都试图吸引相同的观众群。电影的广告表明影片的制片人之前还制作过2001年商业和评论上都获得成功的浪漫喜剧片《单身日记》，然后再说明这是奥斯汀小说的改编作品。电影上映前，影迷可以在线下载剧照和屏保，这些东西都强烈了本片和之前改编作品的不同之处。莉迪亚·马丁在评论中指出，相对于之前的《傲慢与偏见》改编作品，本片的宣传资料淡化了“英雄之间的对抗”，希望以此来强调“浪漫关系”，片中多位角色的定位以及海报上的宣传标语都证明了这一点：“有时这个世界上你会想到的最后一个人正是你不能没有的那一个。”

### 票房
《傲慢与偏见》于2005年9月11日在2005年多伦多电影节上作为特别展映片进行了首映，再于16日在英国和爱尔兰院线上映，首周就登上票房榜冠军宝座，在397张银幕上放映获得了250万英镑的收入。影片的冠军位置继续保持了两个星期，前三周在英国共收入了超过900万英镑，最多在412张银幕上映。
2005年11月11日，影片在美国的215张银幕上映，收入290万美元。两个星期后，影片在1299张银幕上放映，票房收入上升到720万美元，影片在美国一直放映到2006年2月24日，共计收入3840万5088美元。焦点影业分销总裁杰克·弗利（Jack Foley）是本片在美国的分销商，他认为《傲慢与偏见》的成功与奥斯汀对婴儿潮市场的吸引力和这一知名“品牌”的地位密不可分。
从2005年9月到2006年5月，联合国际影业在另外59个国家发行了《傲慢与偏见》，影片的全球总票房因此达到1亿2114万7947美元，在美国的2005年电影票房总榜上可以排到第72位，而在同年世界电影票房榜上则可以排至第41位。

### 家用媒体
环球影业家庭娱乐公司于2006年2月面向美国和英国市场发行了标准的录像带和，并且有宽屏和满屏两种版本，附加的额外内容包括导演乔·怀特的评论音轨，对奥斯汀一生的回顾和片尾伊丽莎白和达西亲吻的镜头。2007年11月13日，环球又发行了豪华版，时间愉逢怀特2007年的电影《赎罪》在院线上映。豪华版中包括宽屏和满屏两个版本的电影原片，原声带，收藏版书籍和小册子，还有多段之前发行的中没有的特别花絮。2010年1月26日，环球面向美国市场发行了本片的蓝光影碟版本，其中同样包含附加内容。

## 反响
由葛丽亚·嘉逊和劳伦斯·奥利维尔主演的1940年版《傲慢与偏见》虽然有名，但却奇怪地存在多处硬伤，并且还是部黑白片，2005年的版本则是除1940年版外仅有的一部基本忠实于原著的电影改编作品，2005年以前，《泰晤士报》一直认为1995年的电视短剧版本非常优势，会一直成为观众意识中电影的标准。怀特的作品起初受到一些原著粉丝的质疑，特别是其中对情节的改动和演员的选择。2005年，《每日镜报》对《傲慢与偏见》的六部主要改编作品加以比较，只有1995年的电视短剧和2005年的本片得到了9分的高度评价（最高10分），另外四部作品只得到了6分或更低的分数。根据烂蕃茄上收集的171篇评论文章，其中146篇给出了“新鲜”的正面评价，“新鲜度”为85%，平均评分7.7（最高10分）。而上收集的37篇评价则有35篇给出好评，无差评，两篇褒贬不一，综合评分85（最高100）。
影评人称赞了电影的片长，令其不至于像1995年的电视剧那样深沉和复杂，认为本片“显然（不像电视剧那样）大胆或是充满修正主义倾向”。北美地区简·奥斯汀协会主席琼·克林格尔·雷（Joan Klingel Ray）对奈特莉和麦克费登的年龄感到满意，称詹妮弗·艾莉“让角色有些过于‘沉重’”。《卫报》的彼得·布拉德肖（Peter Bradshaw）称赞奈特莉的精彩表演“提升了整部电影”，但也认为两位主角的选择“与菲尔斯和艾莉相比无疑有些乳臭未干”。他还表示，只有那些“势利眼、倔老头，或是对柯林·菲尔斯和詹妮弗·艾莉主演的1995年英国广播公司版本有着恋尸癖般忠诚的人才会无法享受（奈特莉的）表演”。英国广播公司影评人斯特拉·帕帕迈克尔（Stella Papamichael）当时认为这是奈特莉已有的“最精彩演出”。影评人对麦克费登诠释的达西褒贬不一，表示他的出演让人惊喜的同时，也批评他缺乏小说中那种情感逐渐转变的过程，还有评论称赞他在表现书中角色缺乏安全感和敏感方面比菲尔斯更到位。
影评人还针对电影的其它方面加以评述。《悉尼先驱晨报》的桑德拉·霍尔（Sandra Hall）批评了怀特对现实主义的追求，“完全没有顾及这些习俗和惯例正是构成奥斯汀世界的一部分”。杂志上的一篇评论感叹片中缺乏奥斯汀那种“精彩的嘲讽意识”，称电影“对浪漫情节的渲染是建立在牺牲原著刀锋般锐利机智的基础上。《综艺》杂志的德里克·艾利（Derek Elley）称赞了怀特和莫盖茨“提取了（小说中）青春的精髓”，同时在格林伍德和杜伦的指导下“提供了丰富的细节设定”。《旧金山纪事报》的鲁斯·斯坦（Ruthe Stein）也给出了较为正面的评价，称赞怀特这部“精彩的长片电影处女作”有着很强的创造性和娱乐性。《今日美国》的克劳迪娅·普格（Claudia Puig）称赞影片将“情感和机智完美结合”，让观众彻底沉迷其中。

### 荣誉
| 奖项名称           | 奖项                              | 获奖或提名者               | 结果 |
| ------------------ | --------------------------------- | -------------------------- | ---- |
| 奥斯卡金像奖       | 女主角                            | 凯拉·奈特莉                | 提名 |
| 奥斯卡金像奖       | 原创配乐                          | 達利歐·馬里安利            | 提名 |
| 奥斯卡金像奖       | 艺术指导                          | 莎拉·格林伍德、凯蒂·斯宾塞 | 提名 |
| 奥斯卡金像奖       | 服装设计                          | 賈桂琳·杜倫                | 提名 |
| 美国电影剪辑师工会 | 最佳长片电影剪辑（音乐剧/喜剧类） | 保罗·托希尔                | 提名 |
| 波士頓影評人協會   | 最佳电影制作新人                  | 乔·怀特                    | 獲獎 |
| 英国电影学院奖     | 最佳影片                          | 《傲慢与偏见》             | 提名 |
| 英国电影学院奖     | 最佳女配角                        | 布兰达·布莱斯              | 提名 |
| 英国电影学院奖     | 最有前途新人                      | 乔·怀特                    | 獲獎 |
| 英国电影学院奖     | 最佳改编剧本                      | 黛博拉·莫盖茨              | 提名 |
| 英国电影学院奖     | 最佳服装设计                      | 賈桂琳·杜倫                | 提名 |
| 英国电影学院奖     | 最佳化妆与发型设计                | 费伊·哈蒙德                | 提名 |
| 廣播影評人協會     | 最佳女演员                        | 凯拉·奈特莉                | 提名 |
| 芝加哥影评人协会   | 最佳女演员                        | 凯拉·奈特莉                | 提名 |
| 芝加哥影评人协会   | 最佳摄影                          | 罗曼·奥辛                  | 提名 |
| 芝加哥影评人协会   | 最佳男配角                        | 唐纳德·萨瑟兰              | 提名 |
| 芝加哥影评人协会   | 最有前途电影人                    | 乔·怀特                    | 提名 |
| 帝国奖             | 最佳女演员                        | 凯拉·奈特莉                | 提名 |
| 帝国奖             | 最佳英国电影                      | 《傲慢与偏见》             | 獲獎 |
| 帝国奖             | 最佳导演                          | 乔·怀特                    | 提名 |
| 帝国奖             | 最佳新人                          | 凯利·蕾莉                  | 獲獎 |
| 歐洲電影獎         | 最佳摄影                          | 罗曼·奥辛                  | 提名 |
| 歐洲電影獎         | 最佳作曲                          | 达里奥·马里安奈利          | 提名 |
| 歐洲電影獎         | 最佳影片                          | 乔·怀特                    | 提名 |
| 金球獎             | 最佳女主角（音乐剧/喜剧类）       | 凯拉·奈特莉                | 提名 |
| 金球獎             | 最佳影片（音乐剧/喜剧类）         | 《傲慢与偏见》             | 提名 |
| 伦敦影评人协会     | 年度英国女演员                    | 凯拉·奈特莉                | 提名 |
| 伦敦影评人协会     | 年度英国导演                      | 乔·怀特                    | 獲獎 |
| 伦敦影评人协会     | 年度英国电影                      | 《傲慢与偏见》             | 提名 |
| 伦敦影评人协会     | 年度英国新人                      | 马修·麦克费登              | 提名 |
| 伦敦影评人协会     | 年度英国新人                      | 乔·怀特                    | 提名 |
| 伦敦影评人协会     | 年度英国男配角                    | 湯姆·荷蘭德                | 獲獎 |
| 伦敦影评人协会     | 年度英国女配角                    | 布兰达·布莱斯              | 提名 |
| 伦敦影评人协会     | 年度英国女配角                    | 罗莎蒙德·派克              | 提名 |

## 影响
怀特改编的版本在文化影响上与1995年的电视剧版本相比有所不及，获得的评价也褒贬不一。但即使是在影片已经上映三年后，没有看过1995年版本的年轻一代观众仍然会把奈特莉与伊丽莎白·班内特联系起来。北美地区简·奥斯汀协会于2007年通过在线期刊《劝导在线》（Persuasions On-Line）出版了一份编辑特刊，其中与来自六个不同国家的19位奥斯汀学者合作，对本片给出了各种不同的意见，希望能通过这样的方式促进讨论，激发学术分析。该协会之前也曾有过类似的做法，当时针对的是1996年的浪漫喜剧片《艾玛》（Emma）。。
《傲慢与偏见》对其后的古装片和遗产电影类型产生了影响。有文学批评家认为，本片将奥斯汀的小说向那些要求不高的主流观众进行简单解读，虽然有效地推广了这部名著，但也降低了其艺术层次。卡罗尔·多尔指出，电影的成功“只是让将来很可能会有更多奥斯汀改编作品问世”，她相信，至少年轻而且经过市场检验的演员，以及面向年轻人的电影制作技术会在遗产电影的视觉享受中取得平衡。多尔把安妮·海瑟薇在2007年电影《珍奧斯汀少女日記》中的表现作为自己观点的范例。杰西卡·杜尔根认为，《傲慢与偏见》通过将传统的遗产电影加以调整而创造出了新的混合型电影类型，这样既能够吸引“年轻和主流观众，也不会疏远大多数遗产（电影）影迷”。
《傲慢与偏见》是怀特和之间的首次合作，之后双方又进行过多次合作。本片中的许多剧组成员之后也保持着和怀特之间的合作关系。例如他视为“对《傲慢与偏见》直接反应”的2007年电影《赎罪》就有奈特莉、布莱斯、马里安奈利、格林伍德、杜伦和蒂博戴的加盟。该片拥有和奥斯汀类似的主题，其中就包含一位生活在“一间孤立的英国乡间别墅”，“混淆了欲望和幻想，真实与虚幻”的年轻作家。怀特2009年推出的电影《独奏者》中有汤姆·霍兰德、吉娜·马隆和马里安奈利加盟，其中霍兰德还出演了怀特2011年推出的《汉娜》（Hanna）。2012年，怀特推出了《安娜·卡列尼娜》的同名改编电影，与奈特莉、麦克费登、马里安奈利、格林伍德和杜伦再次合作，蒂姆·贝文、埃里克·菲尔纳和保罗·韦伯斯特继续担任制片人。

## 脚注
1. ↑  British Board of Film Classification.
2. 1 2  British Film Institute.
3. 1 2  The Numbers.
4. 1 2 3 4  Box Office Mojo Profile.
5. 1 2 3 4 5 6 7 8  Dole（2007年）
6. 1 2 3  Elley（2005年）
7. 1 2  Higson（2011年），第170页
8. 1 2 3 4  Durgan（2007年）
9. ↑  Troost（2007年），第86页
10. 1 2 3 4 5 6 7 8 9 10 11 12 13 14 15 16 17 18 19 20  Focus Features Production（2005年）
11. ↑  Andrew（2011年），第31页
12. ↑  Higson（2011年），第166页
13. 1 2  Cartmell（2010年），第85页
14. 1 2 3 4 5 6  Spunberg（2011年）
15. 1 2 3 4 5 6 7 8 9  Hanson（2005年）
16. 1 2  Wells（2007年）
17. 1 2  Dawtrey（2004年）
18. 1 2 3 4 5  Holden（2005年）
19. 1 2 3 4 5 6  Hoggard（2005年）
20. ↑  Higson（2011年），第171页
21. 1 2 3 4 5  DeGennaro（2005年）
22. 1 2 3 4 5 6 7 8 9  Fetters.
23. 1 2 3 4  Haun（2005年）
24. 1 2 3 4  Austen（2008年）
25. ↑  Wright（2005年），10:00–10:40
26. 1 2  Hewitt（2005年）
27. ↑  Wright（2005年），55:30–55:44
28. ↑  Silvers（2011年），第191页
29. ↑  Cartmell（2010年），第11页
30. 1 2  Cartmell（2010年），第86页
31. ↑  Woodworth（2007年）
32. 1 2  Rojas Weiss（2005年）
33. ↑  Lee（2005年）
34. 1 2  Alberge（2004年）
35. 1 2 3 4 5  The Daily Mail（2005年）
36. 1 2  Wright（2005年），4:10–4:35
37. ↑  Hall（2010年）
38. ↑  Sanderson（2010年）
39. ↑  Roberts（2010年）
40. ↑  Sutherland（2005年），3:10–3:20
41. ↑  Cartmell（2010年），第63页
42. ↑  Wright（2005年），1:00:05–1:00:15
43. 1 2 3 4  Robey（2006年）
44. ↑  Tandy（2007年）
45. ↑  Wright（2005年），23:40–24:00
46. ↑  Wright（2005年），7:30–7:40
47. ↑  Wright（2005年），35:10–35:30
48. ↑  Demory（2010年），第134页
49. 1 2 3  Focus Features Locations（2005年）
50. ↑  Chan（2007年）
51. ↑  Gymnich（2010年），第40页
52. ↑  Austen（2006年），第392-396页
53. 1 2  Cartmell（2010年），第89页
54. ↑  Knightley（2005年），1:25–1:30
55. ↑  Whitlock（2010年），第304页
56. ↑  Desowitz（2005年）
57. ↑  Silvers（2011年），第194页
58. ↑  Wright（2005年），4:50–4:55
59. ↑  BBC News（2004年）
60. ↑  Whitlock（2010年），第305页
61. ↑  McGhie（2005年）
62. ↑  Wright（2005年），5:00–5:14, 11:00–11:30
63. 1 2 3  Goldwasser（2006年）
64. 1 2 3  Ruhlmann.
65. ↑  Wright（2005年），1:00–1:20
66. 1 2  Gilligan（2011年）
67. 1 2  PRNewswire（2006年）
68. ↑  Monaghan（2009年），第88页
69. ↑  Gymnich（2010年），第40–41页
70. ↑  Higson（2011年），第172–73页
71. ↑  Wloszczyna（2005年）
72. 1 2  Brownstein（2011年），第53页
73. ↑  Dawson Edwards（2008年），第1页
74. ↑  Working Title Films（2005d年）
75. ↑  Austen（2006年），第403-405页
76. ↑  Demory（2010年），第132页
77. ↑  Ailwood（2007年）
78. 1 2 3 4  Stewart-Beer（2007年）
79. 1 2  Martin（2007年）
80. ↑  Paquet-Deyris（2007年）
81. 1 2 3  Seeber（2007年）
82. ↑  Palmer（2007年）
83. ↑  Wright（2005年），6:40–6:55
84. ↑  Wright（2005年），14:00–14:30
85. ↑  Kaplan（2007年）
86. ↑  Higson（2011年），第161–70页
87. ↑  Dawson Edwards（2008年），第4页
88. ↑  Troost（2007年），第87页
89. ↑  Higson（2011年），第172页
90. ↑  Sadoff（2010年），第87页
91. 1 2 3  Camden（2007年）
92. ↑  MTV（2005年）
93. ↑  Working Title Films（2005a年）
94. 1 2  Papamichael（2005年）
95. ↑  Working Title Films（2005b年）
96. ↑  Working Title Films（2005c年）
97. 1 2  Box Office Mojo International Box Office.
98. 1 2  UK Film Council.
99. ↑  Los Angeles Times（2005年）
100. ↑  Gray（2005年）
101. ↑  Carrier（2006年）
102. ↑  PRNewswire（2007年）
103. ↑  McCutcheon（2009年）
104. 1 2  Briscoe（2005年）
105. ↑  Demory（2010年），第129页
106. ↑  Edwards（2005年）
107. ↑  Rotten Tomatoes.
108. ↑  Metacritic.
109. 1 2  Bradshaw（2005年）
110. 1 2 3  Hastings（2005年）
111. ↑  Gleiberman（2005年）
112. 1 2  Time Out（2005年）
113. ↑  Hall（2005年）
114. ↑  Stein（2005年）
115. ↑  Puig（2005年）
116. ↑  Academy of Motion Picture Arts and Sciences.
117. ↑  Soares（2006a年）
118. ↑  Kimmel（2005年）
119. ↑  British Academy of Film and Television Arts.
120. ↑  Working Title Films（2006年）
121. ↑  Broadcast Film Critics Awards 2006.
122. ↑  Soares（2006b年）
123. ↑  Empire Awards 2006.
124. ↑  Soares（2006c年）
125. ↑  Hollywood Foreign Press Association（2005年）
126. ↑  Barraclough（2005年）
127. 1 2  Camden & Ford（2007年）
128. ↑  Wightman（2011年）
129. ↑  Wells（2008年），第109-110页
130. ↑  Copeland（2011年），第257页
131. ↑  Sabine（2008年）
132. 1 2  Working Title Films（2011年）
133. ↑  Wloszczyna（2007年）
134. ↑  Wells（2008年），第110页
135. ↑  Monger
136. ↑  Bradshaw（2009年）
137. ↑  Pham（2010年）
138. ↑  McCarthy（2011年）